# Valle de las Papas
El Valle de las Papas es un altiplano ubicado sobre el Macizo Colombiano a 3000 metros de altura sobre el nivel del mar; la planicie es relativamente ancha y ligeramente inclinada hacia el oriente; la tierra es fértil con cultivos de trigo, cebada y avena y cubierta de pastos que alimentan a una población de ganado, caballos y mulas. El valle limita hacia el sureste con una cadena montañosa llamada La Relumbrosa, que se extiende rodeando el valle por el oriente formando el páramo de Jungillo, y un poco más hacie el noreste, el páramo de Barbadillas. Hacia el noroeste limita con montañas de alturas cercanas a los 4000 metros en los páramos de Sucubún, Cutanga y Frallones de Cusiyaco que se ensanchan formando el páramo de las Papas.

## Páramo de las Papas
En la antigüedad, el páramo era asiento de un glaciar que se deslizaba por donde corre el Magdalena actualmente al salir de la planicie del páramo, como se puede inferir de la morrena que se ve en la estrecha quebrada por la que desciende en forma de rápidos. La laguna del Magdalena, que se asienta es un vestigio de aquella época, al igual que la laguna de Santiago y otras lagunas menores que la colindan. Debido a la abundancia de agua, el páramo de las Papas es conocido como la estrella fluvial de Colombia.

## Páramo de Peñas Blancas
Al sureste del páramo de las Papas y contiguo a este se encuentra el páramo de Peñas Blancas, ubicado a mayor altura que aquél. De reducidas proporciones, incluso más que la anterior, alberga en su seno cuatro pequeñas lagunas: Presentación, San Rafael, Lagunaseca y Meseta. Su importancia radica en que allí nace el río Caquetá.

## Flora
La agricultura es tradicional. Los pequeños propietarios o los terrasgueros siembran para su propio consumo productos tales como papas, ullucos, cebada y maíz. Los sembrados de "rye grass", "poa" y "lachemilla" dominan la pastura. La ganadería es extensa. En la parte sur del valle hay frailejones.
El árbol dominante del Valle de las Papas es el "Cerote" (Hesperomeles sp.) cuyos frutos maduran en diciembre y sirven de alimento a cerdos, aves y fauna ornitológica silvestre.
Cada uno de los pequeños valles que conforman el contorno del Valle de Las Papas tiene una asociación vegetal diferente. Los nombres de los cerros que se destacan en las montañas de la parte oriental del Valle de las Papas son: La Nariz, Remedios, Cusiyaco, Cutanga y Sucubún. El así llamado "Dedo de Dios" es una protuberancia de este último.
La laguna al pie del Cerro Cutanga y otra al pie del Sucubún, se conocen con los mismos nombres, dan origen, respectivamente, a los ríos del mismo nombre, que don afluentes del Caquetá.

## Fauna
La fauna de la región es rica en venados (Pudu mephistophiles wetmorei), dantas, osos y aves (colymbus, occipitalis juninensis y andina Oxyura jamaicensis).

## Economía
La población del Valle de las Papas es trabajadora y pujante, su alimentación a base de papa, ulluco, maíz, leche y cuy, es relativamente buena. Además, se mambea la hoja de coca, estimulante utilizado tradicionalmente desde la época precolombina.

## Demografía
En los apellidos de los pobladores se nota el ancestro quechua (Anacona, Palechor, Chacangana, etc). El caserío de Valencia, corregimiento que hace parte del municipio de San Sebastián (Cauca), es el único asentamiento del Valle de las Papas.

## Acceso
Existe un camino de hormigón recién pavimentado que va desde el caserío de Valencia en el Valle de las Papas hasta la cabecera del municipio de San Sebastián (Cauca).

## Origen del nombre
El nombre 'de las Papas' proviene de la época colonial y se debe a la gran cantidad del tubérculo (solanum tuberosum) que crece silvestre en alturas de 3000 a 3200 m s. n. m. y que los indígenas de la región llaman acha papa o sacha papa, palabras de origen quechua. Los indígenas conocían este territorio como papallacta, que en quechua significa "región de las papas". Esta planta es cultivada por los indígenas, quienes comen sus tubérculos cocidos en agua; por su amargor y sabor cáustico hay que escurrirlas varias veces. Entre esta papa silvestre y la común hay algunas diferencias no muy apreciables.

## Geología
Geológicamente, el Valle de las Papas fue asiento de un antiguo lago cuaternario de cuya memoria quedan huellas que aún perduran en algunas lagunas y pantanos dispersos.

## Nacimiento del río Caquetá
El río Caquetá nace en una pequeña explanada a un nivel varios metros más alto que el Valle de las Papas y que sirve de asiento a las aguas glaciares provenientes de Peñas Blancas.
El cauce del río Caquetá sigue un curso sinuoso con profundidades de hasta dos metros, luego desciende río abajo formando rápidos al recibir las aguas del arroyo Mandur que desciende por la cuenca glaciar del páramo de las Papas. El río Caquetá desciende luego en una cascada de varios metros de altura en su entrada al valle.
El río Caquetá serpentea por el valle en diferentes direcciones hasta tomar su curso final hacia el sureste a través de las estribaciones de la cordillera oriental en dirección a los llanos amazónicos.